# Rhinocéros (Ionesco)
 (mai 2016).
Si vous disposez d'ouvrages ou d'articles de référence ou si vous connaissez des sites web de qualité traitant du thème abordé ici, merci de compléter l'article en donnant les références utiles à sa vérifiabilité et en les liant à la section « Notes et références ».
Pour les articles homonymes, voir Rhinocéros (homonymie).
Rhinocéros d'Eugène Ionesco est une pièce de théâtre en trois actes et quatre tableaux, en prose, créée dans une traduction allemande au Théâtre de Düsseldorf le 6 novembre 1959. Publiée en France le 20 janvier 1960, elle est créée en français à Paris à l'Odéon-Théâtre de France dans une mise en scène de Jean-Louis Barrault.
En avril 1960, Rhinocéros est montée à Londres au Royal Court Theatre dans une mise en scène d'Orson Welles avec Laurence Olivier dans le rôle principal. 
Œuvre emblématique du théâtre de l'absurde au même titre que La Cantatrice chauve, la pièce dépeint une épidémie imaginaire de « rhinocérite », maladie qui effraie tous les habitants d'une ville et les métamorphose bientôt en rhinocéros. Métaphore tragique et comique de la montée des totalitarismes à l'aube de la Seconde Guerre mondiale, elle montre les dangers du conformisme qui, en laissant disparaître la pensée des individus, favorise la mise en place de régimes totalitaires.

## Argument

Logo du lycée Eugène-Ionesco d’Issy-les-Moulineaux (Hauts-de-Seine, Île-de-France), comportant un rhinocéros.

Chaque acte montre un stade de l'évolution de la « rhinocérite », une maladie qui transforme les êtres humains en rhinocéros.

### Acte I
Jean et Bérenger s'installent à la terrasse d'un café pour boire un verre sur la place d'une petite ville. Les rhinocéros en liberté provoquent tout d'abord l'étonnement et choquent les personnages. Jean ne parvient pas à croire que ce qu'il a vu était réel, il énonce même clairement que « cela ne devrait pas exister ». Le patron de l'épicerie jette un cri de fureur en voyant la ménagère partir avec son chat écrasé : « Nous ne pouvons pas nous permettre que nos chats soient écrasés par des rhinocéros ou par n'importe quoi ! » Comme à la montée de chaque mouvement politique extrémiste et totalitaire, les gens sont tout d'abord effrayés.

### Acte II
Tandis que les habitants commencent à se transformer en rhinocéros et à suivre la « rhinocérite », les collègues de Bérenger sont dans leur bureau (une maison d'édition juridique) et commencent à débattre : selon Botard c'est « une histoire à dormir debout », « une machination infâme ». Ce dernier ne veut pas croire en la réalité de la « rhinocérite ». Pourtant, lui aussi va se transformer en rhinocéros. D'autres personnes commencent à se transformer : c'est le cas de Monsieur Bœuf, rejoint ensuite par sa femme. « Je ne peux pas le laisser comme ça », dit-elle pour se justifier. Les pompiers sont débordés, le nombre de rhinocéros augmente dans la ville...
Ensuite, Jean, personnage si soucieux de l'ordre au départ et si choqué par la présence de rhinocéros en ville, se transforme lui-même en rhinocéros, sous les yeux désespérés de son ami Bérenger. On assiste ainsi à la métamorphose d'un être humain en rhinocéros. Jean, tout d'abord malade et pâle, voit pousser une bosse sur son front, respire bruyamment et a tendance à grogner. Il verdit ensuite de plus en plus et sa peau commence à durcir, ses veines sont saillantes, sa voix devient rauque, sa bosse devient peu à peu une corne. Jean refuse que son ami appelle un médecin et parcourt sa chambre comme une bête en cage ; sa voix devient de plus en plus rauque et il en vient à émettre des barrissements. Jean relativise : « Après tout, les rhinocéros sont des créatures comme nous, qui ont le droit à la vie au même titre que nous ! »

### Acte III
Au dernier acte, Bérenger est chez lui, la contagion s'est étendue et il est le seul à se révolter contre la « rhinocérite ». Dudard minimise la chose puis devient rhinocéros car son devoir est « de suivre ses chefs et ses camarades, pour le meilleur et pour le pire ». Daisy refuse de sauver le monde pour finalement suivre les rhinocéros qu'elle trouve soudainement beaux, dont elle admire l'ardeur et l'énergie. Néanmoins, après beaucoup d'hésitations, Bérenger décide de ne pas capituler : « Je suis le dernier homme, je le resterai jusqu'au bout ! Je ne capitule pas ! »

## Distribution de la création
Distribution à la création, (par ordre d'entrée en scène).
- Marie-Hélène Dasté : la Ménagère
- Nicole Jonesco : l'Épicière
- William Sabatier : Jean
- Jean-Louis Barrault : Bérenger
- Jane Martel : la Serveuse
- Edmond Beauchamp : l'Épicier
- Robert Lombard : le Vieux Monsieur
- Jean Parédès : le Logicien
- Yves Arcanel : le Patron du café
- Simone Valère : Daisy
- Michel Bertay : M. Papillon
- Gabriel Cattand : Dudard
- Régis Outin : Botard
- Simone Paris : Mme Bœuf
- Marius Balbinot : un pompier
- Françoise Debray : la femme de Jean
- Antoine Fontaine, Negro Verdie, Annie Delyfer, Catherine Faburel : les voisins
- Marie-France Font, Béatrice Philips, Marie-José Sene : les pensionnaires

Mise en scène : Jean-Louis Barrault
Scénographie : Jacques Noël
Costumes : Jacques Noël et Petrus Bride
Musique : Michel Philippot

## Interprétation
- Si vous ne connaissez pas le sujet, laissez ce bandeau (vous pouvez alors contacter les auteurs).
- Si vous supprimez le contenu mis en cause (vous pouvez préalablement contacter les auteurs),

argumentez précisément cette suppression dans la page de discussion
(un manque de référence n'est pas un argument ; une recherche réelle de référence doit avoir été effectuée, être formellement documentée).
Il s'agit d'une fable dont l'interprétation reste ouverte. Beaucoup y voient la dénonciation des régimes totalitaires (nazisme, stalinisme et autres) et celle du comportement grégaire de la foule qui suit sans résister. Ionesco dénoncerait ainsi plus particulièrement l'attitude des Français aux premières heures de l'Occupation, mais aussi le fait que tous les totalitarismes se confondent pour « attenter » à la condition humaine et transformer en monstre le meilleur des hommes, l'intellectuel (comme « le Logicien ») ou celui qui est épris d'ordre, comme Jean. Bérenger, dont le spectateur découvre la mutation tout au long de la pièce, est le seul à résister face à l'épidémie de « rhinocérite ». C'est le seul qui semble avoir des réactions « normales » face à cette épidémie : « Un homme qui devient rhinocéros, c'est indiscutablement anormal ». Il est censé représenter la résistance à l'occupant qui, petit à petit, s'est formée au cours de la Seconde Guerre mondiale. Ionesco utilise, dans son œuvre, l'absurde et le comique, pour accentuer son propos.
Il s'agit d'une satire des comportements humains et du caractère influençable de l’homme confronté à la montée d’une idéologie : il apparaît d’abord qu’un phénomène minoritaire mais violent entraîne l’incrédulité des habitants, qui le rejettent dans un premier temps ; cependant, ce rejet est suivi d’une indifférence lorsque le phénomène s’amplifie, les individus commençant à s’accoutumer à ce qui les repoussait (le peuple reste passif devant sa montée en puissance).
Dans un deuxième temps, un basculement important s’opère lorsque le mouvement s’étend et rallie de plus en plus de personnes ; Ionesco souligne bien la capacité pour un tel phénomène à rassembler des gens différents autour d’un thème central (ici « l’état sauvage ») et le fait qu’il profite des frustrations et autres déceptions de chacun.
Enfin, une fois le phénomène largement étendu, l’auteur évoque le caractère uniforme de la situation, la « masse » ayant adhéré en totalité, et il ne reste alors qu’une seule personne, celle dont auparavant on raillait la rêverie et l’inaction, pour résister et même s’opposer lucidement à la folie collective.
Sur l'aspect philosophique, cette pièce de Ionesco pose la question suivante : est-il possible de rester humain lorsque tous les autres humains qui nous entourent acceptent de se transformer en rhinocéros ? Cette question peut s'élargir et s'adapter à d'autres situations, où l'on peut transformer l'identité, absurde, du rhinocéros, en une autre identité réelle et crédible.

## Originalité de l'œuvre de Ionesco
- Si vous ne connaissez pas le sujet, laissez ce bandeau (vous pouvez alors contacter les auteurs).
- Si vous supprimez le contenu mis en cause (vous pouvez préalablement contacter les auteurs),

argumentez précisément cette suppression dans la page de discussion
(un manque de référence n'est pas un argument ; une recherche réelle de référence doit avoir été effectuée, être formellement documentée).

### La faillite du langage
Comme dans la plupart des pièces de Ionesco, l'auteur utilise, pour symboliser une dérive d'un mode de pensée, un échec de communication. Cette faillite apparaît à plusieurs reprises dans la pièce, mais le passage le plus significatif est le discours du logicien au vieux monsieur. En effet ce passage est une série de faux syllogismes destinés à convaincre le vieux monsieur de la grandeur de la logique. Elle est due au traumatisme qu'a laissé la Seconde Guerre mondiale. En effet, après l'atrocité de la Seconde Guerre mondiale, Ionesco, ainsi que d'autres dramaturges du théâtre de l'absurde, traduisent le manque d'humanité par un manque évident dans la communication. Le manque de registre du langage montre donc un manque de communication entre les personnages qui n'arrivent pas à s'exprimer ou alors à dire clairement leurs pensées ce qui les fait courir à leur perte.

### Un esprit de système
On peut rapidement remarquer que les personnages présents dans la pièce (à l'exception de Bérenger) sont enfermés dans un esprit de système, propre à chacun. Par exemple, le logicien ne pense et n'analyse la situation qu'en utilisant la logique, laquelle lui permettrait de tout comprendre : il ne peut analyser que par une approche de logicien. De même, Monsieur Papillon ne le fait qu’au travers de sa vision de directeur. On remarque aussi que Jean analyse la situation en s’appuyant sur des idées que l’on retrouverait dans des idéologies de droite (grandeur de la force, de la volonté) tandis que Botard aboutit aux mêmes conclusions mais au moyen d’une approche voisine du gauchisme (expression sans restriction des désirs et besoins de l'individu), lequel gauchisme aura ultérieurement été qualifié de soixante-huitard. Ionesco suggère ainsi que le système, quel qu'il soit, peut progressivement conduire à la justification de l'inacceptable — symbolisé dans la pièce par la transformation en rhinocéros.

### Les registres mêlés
Contrairement aux pièces classiques, dans lesquelles le registre utilisé apparaît dès la scène d'exposition, Rhinocéros est caractérisé par différents registres. Tout d'abord, le registre fantastique. En effet, l'apparition d'un rhinocéros est celle d'un élément surnaturel dans un cadre réaliste. De plus, le registre comique, par le comique de gestuelle, de langage (la faillite du langage), de répétition, mais aussi par l'impression de désordre qui caractérise la pièce, est présent. Enfin, le registre tragique est annoncé dès la première scène par la perte progressive du langage, par le décalage d'attitudes entre Bérenger et les autres personnages et par le monologue délibératif de Bérenger qui le poussera à résister face aux rhinocéros.

## Adaptations
L'opéra a été réadapté par le directeur de théâtre Gian Carlo Riccardi en 1964 . La pièce a été adaptée au cinéma par le réalisateur Tom O'Horgan en 1974 avec Zero Mostel, Gene Wilder et Karen Black.
Un court-métrage d'animation en papiers découpés réalisé par Jan Lenica, Die Nashörner, a été librement tiré de la pièce.
Une adaptation musicale a été créée en 1990 sous le titre Born Again au Chichester Festival Theatre, par Peter Hall et Julian Barry, sur une musique de Jason Carr.
Le film d'horreur américain Zombie Strippers, sorti en 2008, comporte plusieurs références à la pièce.

## Autour de l'œuvre
- Une nouvelle homonyme, publiée par Ionesco dans le recueil La Photo du colonel en 1962, constitua le point de départ de cette pièce.
- En Roumanie, la première représentation d'une pièce signée Ionesco (Rhinocéros en l'occurrence) a eu lieu en 1964, au Théâtre de comédie, dans une mise en scène du comédien Radu Beligan.
- L’émission Rhinocéros du média indépendant Blast tire son nom de la pièce éponyme et dénonce les éléments de langage des médias de grande écoute.